# Katarzyna Niemirowiczówna
Katarzyna Niemirowiczówna herbu Jastrzębiec (zm. po 1505) – można pani litewska, fundatorka kościoła w Kadłubach (Ceranowie), żona Piotra Kiszki Strumiłły

## Życiorys
Córka marszałka hospodarskiego Jana Niemirowicza i Małgorzaty. Siostra marszałka hospodarskiego Jakuba Niemirowicza Szczyta – protoplasty Niemirowiczów-Szczyttów. Wnuczka Jana Niemiry z Wsielubia.
Dziedziczka m.in. Kadłubów, Ceranowa i Lubieszy.
Przed 1488 ufundowała kościół w Kadłubach (Ceranowie). Dokument fundacyjny wystawiła dopiero 10.X.1508, co miało ścisły związek z utworzeniem parafii w Kadłubach. Tydzień później biskup łucki Paweł Holszański wystawił dokument erekcyjny parafii.
Katarzyna Niemirowiczówna była drugą żoną Piotra Paszkowicza Strumiłły z Ciechanowca (Piotra Kiszki). Od imienia męża nazywana była także Katarzyną Piotraszkową / Pietraszkową. Jej pasierbem był hetman wielki litewski Stanisław Kiszka.
Z Piotrem Kiszką miała czworo dzieci: zmarłego za młodu Mikołaja (zm. 1508), Petronelę zamężną za Bohdanem, a następnie za kniaziem Michałem Glińskim, Barbarę za Wojciechem Stankowiczem i Jadwigę za Jerzym Raczko.
W 1505 zapisała Kadłuby, Ceranów i Lubieszę synowi Mikołajowi. Po jego bezpotomnej śmierci w 1508 dobra te trafiły do jego sióstr, a następnie przeszły do ich potomków.